# Autoretrat amb la seva esposa Isabella Brant
Autoretrat amb la seva esposa Isabella Brant és un quadre del pintor flamenc Peter Paul Rubens. Es tracta d'una pintura a l'oli, que mesura 178 cm d'alt i 136 cm d'amplada. Actualment es conserva a l'Alte Pinakothek de Múnic (Alemanya).
Rubens s'autoretrata aquí amb la seva primera esposa, Isabella Brant (1591-1626), filla d'un noble d'Anvers. Rubens i Isabella es van casar el 3 d'octubre de 1609, a l'Abadia de Sant Miquel d'Anvers, poc després que ell tornés a la ciutat, de passar vuit anys a Itàlia. El quadre va ser realitzat cap a 1609, durant el primer any de matrimoni, i pretén de reflectir tant la felicitat com el benestar de la parella.

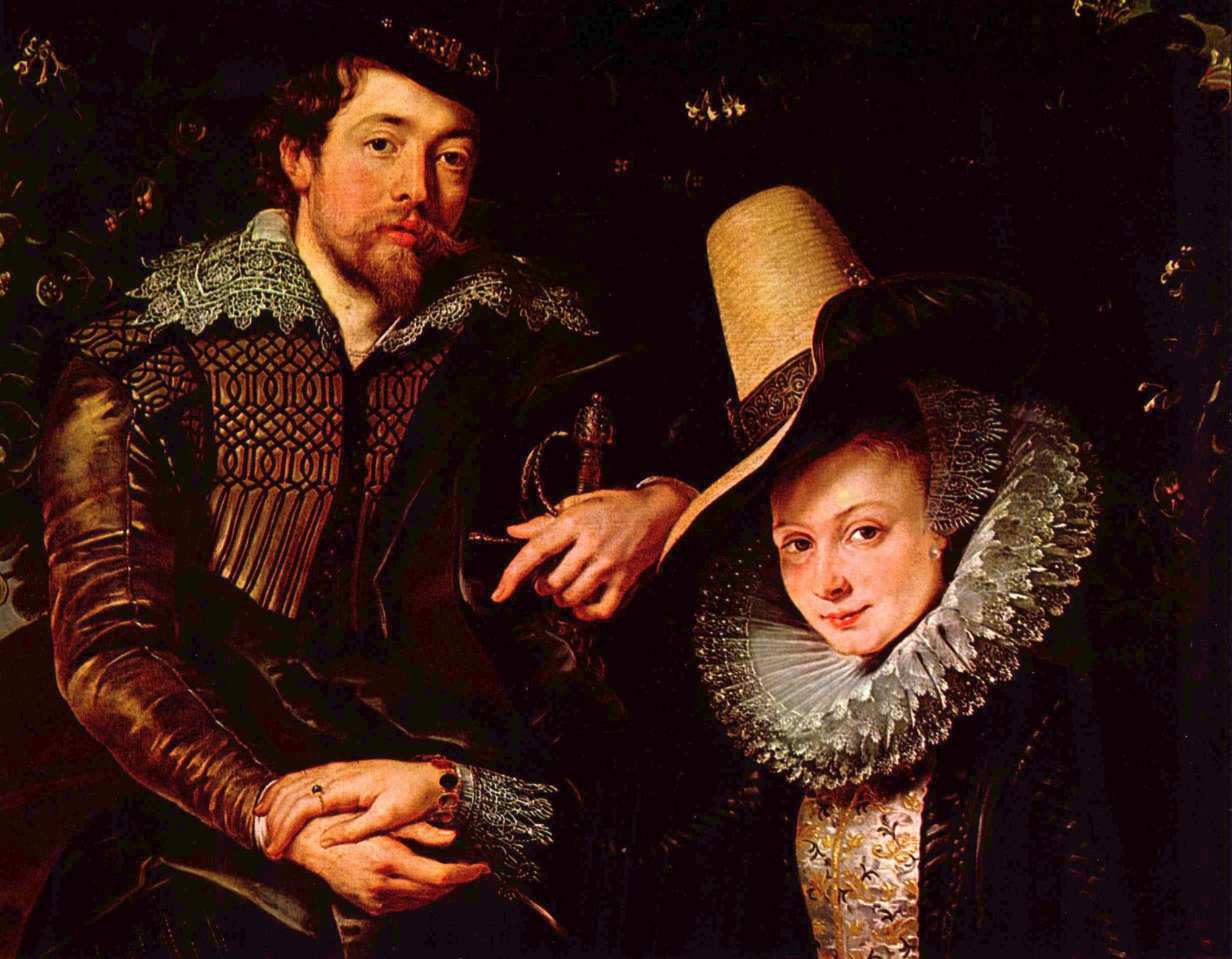
Detall dels rostres

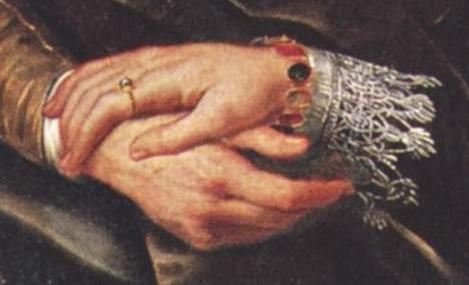
Detall de les mans

La pintura és un retrat doble a mida quasi natural de la parella asseguda davant un arbust de xuclamel, que simbolitza l'amor i la fidelitat conjugal. Les mans dretes unides (junctio dextrarum) indiquen que ja estaven casats. És aproximadament el centre del quadre i traça una diagonal amb la cama esquerra de l'artista i el braç també esquerre, que sembla sostenir l'espasa
Rubens es delecta expressant amb gran detall les qualitats de les teles, els encaixos i brodats, així com els altres objectes representats, quasi com si desitgés de demostrar la seva habilitat. Així es reflecteix en la seva obra la influència de la pintura veneciana, en particular de Ticià, pel colorit, com pot veure's a l'intens de color safrà de les mitges del pintor, i el sumptuós tractament de les teles, com el minuciós brodat del cosset de la dona.
A més a més, Rubens es representa a ell mateix com un cavaller aristocràtic amb la seva mà esquerra sobre l'empunyadura de la seva espasa.
El quadre presenta una llum daurada, típica de la tardor, i recau principalment als joves rostres dels noucasats.